# 421
Cette page concerne l'année 421  du calendrier julien. Pour l'année 421 av. J.-C., voir 421 av. J.-C. Pour le nombre 421, voir 421 (nombre). Pour les autres significations, voir 421 (homonymie).
L'année 421 est une année commune qui commence un samedi.

## Événements
- 8 février : Constance III est proclamé coempereur d'Occident (Auguste). Il rétablit l’autorité impériale en Occident. Il meurt la même année[1].
- 25 mars : fondation de Venise le jour de l’Annonciation, selon la légende, avec la construction de l'église de San Giacomo di Rialto[2].
- 7 juin : Théodose II épouse Eudoxie[3].
- 2 septembre : mort de Constance III[1].
- 6 septembre, Guerre perso-romaine : La victoire du général byzantin Ardaburius sur les Perses en Mésopotamie est annoncée à Constantinople[4] ; il met le siège devant Nisibe mais doit le lever à l'arrivée du roi de Perse[5]. Al-Hira, capitale des Lakhmides allié des Perses, aurait été incendiée par les Ghassanides lors de cette campagne[6].
- Début du règne du roi breton Salomon Ier en Grande-Bretagne (fin en 435)[7].

## Décès en 421
- 2 septembre : Constance III, quelques mois après avoir été proclamé coempereur de l'Occident par Honorius[1].
- 13 novembre : Jin Gongdi, dernier empereur de la première dynastie Jin assassiné sur l'ordre de Liu Yu[8].
- Conan Meriadec, roi légendaire de Bretagne[7].
- Benjamin de Perse, diacre et martyr.